# Allendesalazaria
Allendesalazaria là một chi bọ cánh cứng trong họ Meloidae.
Chi này được miêu tả khoa học năm 1910 bởi Martinez de la Escalera.

## Các loài
Chi này gồm các loài:
- Allendesalazaria nymphoides Martinez de la Escalera, 1910